# Вишеструко убиство у околини Кањиже
Дана 17. маја 2015. године Раде Шефер убио је шесторо људи у селима Ором и Мартонош у општини Кањижа, а ранио једну особу да би након тога извршио самоубиство. Повод за убиство Шеферу био је јер није волео жену свог сина и није желео да се венчају. За овај брак окривио је бившу супругу на коју је био љут што се од њега развела, годину дана пре него што је починио вишеструко убиство.

## Позадина
Србија има строге законе о оружју, али и једну од највећих стопа поседовања оружја по глави становника у свету. Србија је 2021. године, са процењених 39 оружја у приватном власништву на 100 становника, била трећа земља у свету у овој статистици, иза Сједињених Америчких Држава и Јемена. Уз етаблирану традицију поседовања оружја, многа домаћинства чувају ратне трофеје из ратова 20. века. Илегално оружје је постало широко распрострањено у неким земљама региона након Југословенских ратова 1990-их.
Масовне пуцњаве су ретке у Србији, као и у ширем региону Балкана. У 21. веку су се догодила три ранија масовна убиства: у Јабуковцу 2007. године у коме је девет људи убијено, а пет рањено, у Великој Иванчи 2013. године. У Великој Плани 2019. године дошло је до покушаја пуцњаве у школи, али је починилац заустављен након што је испалио два метка у плафон.

## Епилог и пуцњава
Шефер је имао педесет и пет година, а живео је у Сенти. Био је страствени ловац и члан локалног ловачког друштва, где је био један од најбољих стрелаца.
Раде Шефер није волео жену свог сина и није желео да се венчају. За овај брак окривио је бившу супругу на коју је био љут, јер се од њега развела годину дана пре. Такође је био љут што је његов син планирао да након брака живи у Француској. Ипак, био је присутан на свадби свог сина 16. маја 2015. године, где је попио велики број алкохолних пића. На венчању је желео да се помири са бившом женом, наговарајући је да се врати и на крају са њом посвађао.
После венчања кренуо је за аутомобилом бивше супруге и млађег сина, а око 4.30 их је сустигао и блокирао пут. Наставио је да се свађа са њима и напао их. Син је позвао полицију, а Шефер је ухапшен због насилничког понашања. Пуштен је око 8 сати ујутру из полицијске станице, након чега је отишао кући, узео пиштољ и отишао у Ором.
У Орому је пуцао у родитеље своје жене у њиховој кући и убио их. затим је отишао у Мартонош. Око 10 сати ујутру је упао у кућу и повикао: „Курве, све ћу вас побити”. У кући је било најмање 20 људи који су били ту после свадбе. Тамо је пуцао и убио жену свог сина, њене родитеље, своју бившу жену, а женину тетку ранио у рамена и груди. Када је његов син чуо пуцње и вриску и дошао да сазна шта се дешава, Шефер је уперио у њега пушку и повукао обарач, али није успео да га упуца, јер није имао више метака. Син му је побегао, а Шефер је викнуо: „Врати се курвино дериште да и тебе убијем“. У том тренутку тетка његове бивше жене ударила га је Шефера у врат, након чега је овај пао, а њен муж га је задавио. Обдукцијом је утврђено да се гушио крвљу, а убица Шефера није одговарао јер је извршио злочин у нужној одбрани. У Шеферовом аутомобилу је пронађено много муниције.
Шефер је убио његову бившу супругу Розу (47), таста Јене (74), ташту Гизелу Траћик (68), снају Наталију Бајтаи (25) и њене родитеље Шандора (52) и Каролину (43). Муж његове свастике, француски држављанин Емануел Дањон убио је Шефера.